# Московская экспериментальная студия электронной музыки

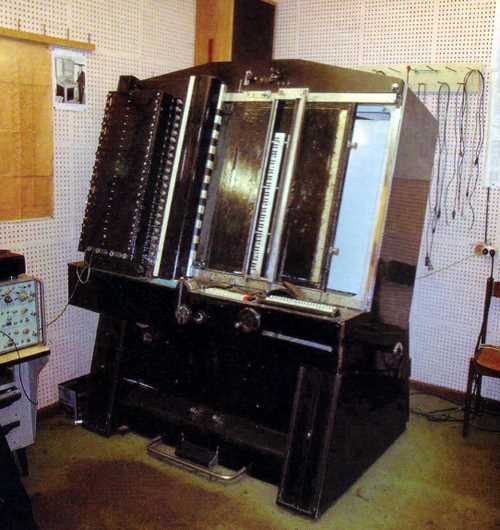
Фотоэлектронный оптический синтезатор «АНС»

Московская экспериментальная студия электронной музыки или МЭСЭМ — студия, основанная в 1966 году советским инженером и изобретателем Евгением Мурзиным и располагавшаяся на первом этаже музея-квартиры им. Скрябина. В состав сотрудников Московской студии электронной музыки в разное время входили и работали: Эдуард Артемьев, Станислав Крейчи, Александр Немтин, Шандор Каллош, Олег Булошкин, Софья Губайдулина, Альфред Шнитке, Эдисон Денисов, Владимир Мартынов, Юрий Богданов и другие.
Палитра звуковых возможностей изобретённого Мурзиным синтезатора «АНС» нашла применение в кино («Солярис», «Сталкер» Андрея Тарковского, советско-американский сериал «Великая Отечественная») и мультипликации («Маугли»). «АНС» использовался и для создания популярной музыки («Интермеццо» Станислава Крейчи). В 1969-м году вышла премьерная пластинка «АНС. Электронная музыка». Подготовленная в 1971-м году пластинка «Музыкальное приношение» была издана лишь 20 лет спустя.
За короткий срок студия приобрела международную известность. Студию в разное время посещали Владимир Усачевский, Владимир Высоцкий, Пьер Булез, Луиджи Даллапиккола, Луиджи Ноно, Федерико Феллини, Фрэнсис Форд Коппола, Джоан Баэз, а также Янис Ксенакис, поражённый тем, что его разработка системы графического синтеза звука для ЭВМ оказалась предупреждена Советским Союзом.
Когда Евгений Мурзин умер в 1972-м году, так и не сумев запустить «АНС» в серийное производство, и директором студии стал его заместитель Марк Малков. Студию поставили на хозрасчёт. В том же году студия приобрела синтезатор Synthi 100. На первом этаже студии проводились бесплатные светомузыкальные представления с многоканальным звуком, лазерами, ксеноновыми светильниками. В выходные дни устраивалось прослушивание новых пластинок.
В самом конце 70-х МЭСЭМ была приписана к фирме «Мелодия. В 1980-м году выходит пластинка «Метаморфозы», подготовленная Мартыновым, Артемьевым и Богдановым в жанре электронной интерпретации классических произведений барокко и импрессионизма. «АНС» был передан филологическому факультету МГУ; архивы студии погибли при тушении пожара.

## Галерея

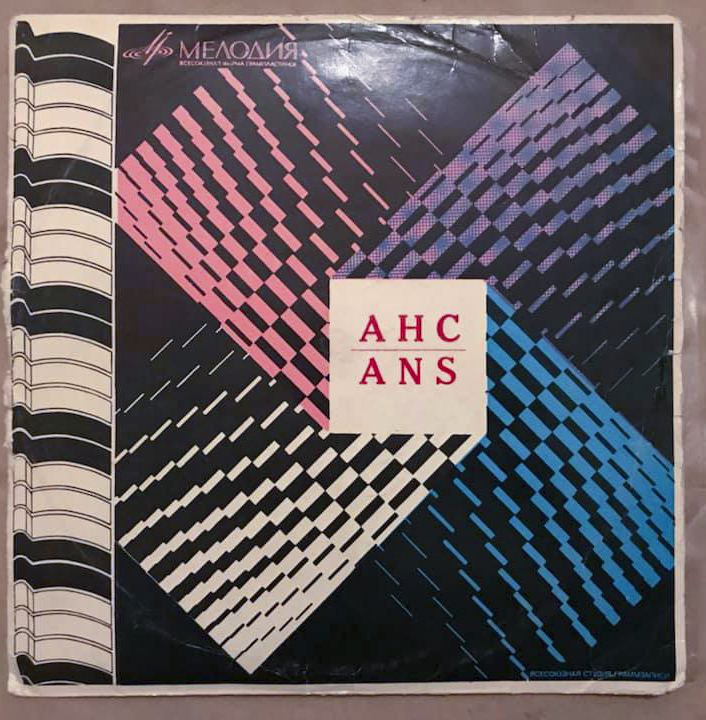
Обложка пластинки "АНС. Электронная музыка", 1969 год
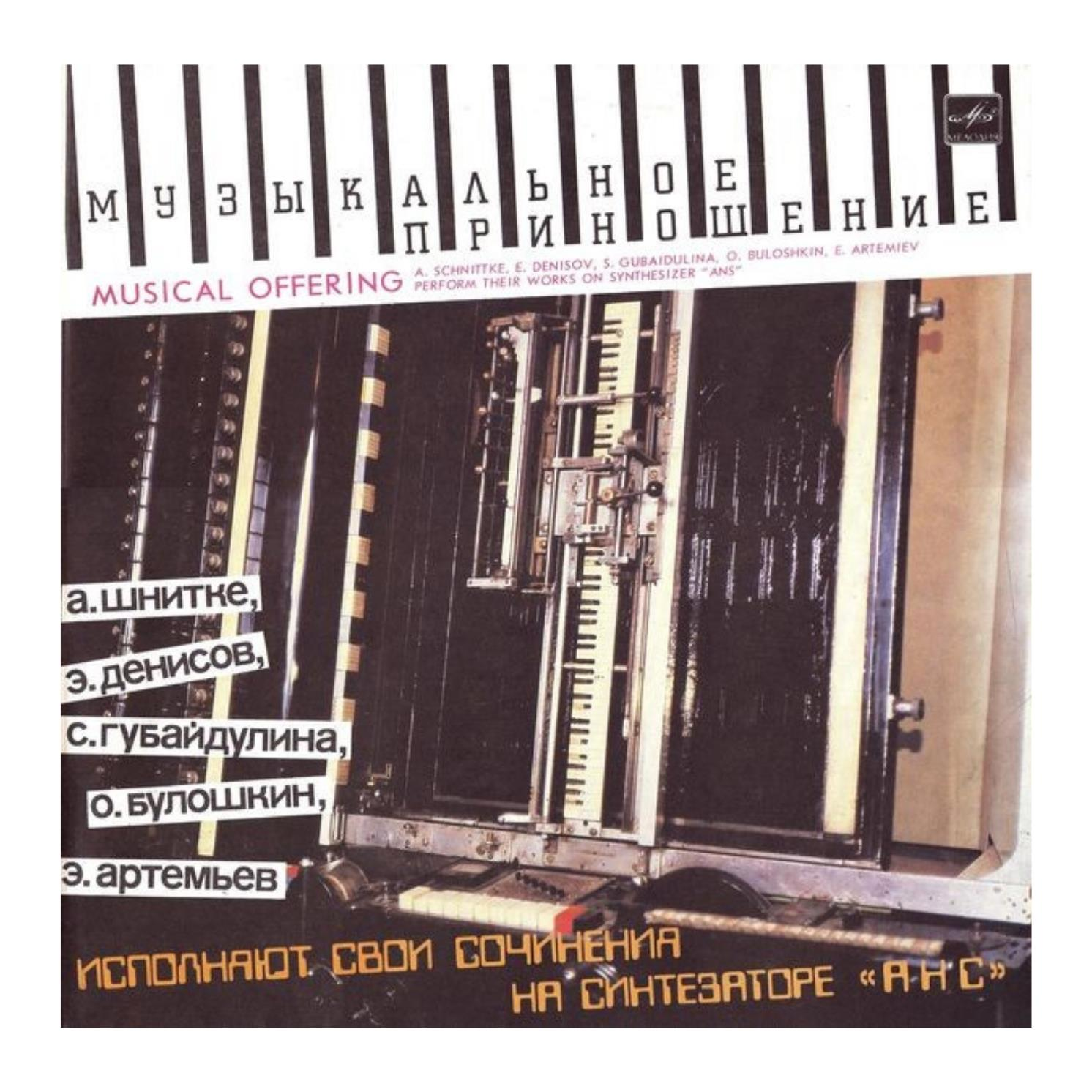
Обложка пластинки "Музыкальное приношение", 1971/1991 год